# Magdi Rúzsa
Magdolna Rúzsa (srbsko: Магдолна Ружа, Magdolna Ruža) ali krajše Magdi Rúzsa je madžarska pevka, * 28. november 1985, Mali Iđoš, Vojvodina, Srbija. 
Leta 2006 je zmagala v madžarskem šovu glasbenih talentov Megasztár, leta 2007 pa je s pesmijo Unsubstantial blues zastopala Madžarsko na Pesmi Evrovizije; 
Magdi Rúsza je kot 23-letno dekle nastopila v tretji sezoni oddaje Megasztár. Sicer je v Subotici študirala babištvo ter se kasneje želela vpisati na medicino, a se je med tem prijavila na omenjeno glasbeno tekmovanje v Budimpešti. Po zmagi je izdala album s pesmimi, ki jih je prepevala v oddaji; album je bil prodan v trojni platinasti nakladi. Kasneje je izšel še prvi album z njenimi pesmimi Ördögi Angyal, ki se je prodal v okoli 36.000 izvodih. Oba albuma sta dosegla najboljšo prodajo na Madžarskem v letu 2006. 
Izbrana je bila za madžarsko predstavnico na Pesmi Evrovizije 2007 v Helsinkih in odločila se je, da bo zapela pesem v angleščini. V polfinalu je zasedla 2. mesto, v finalu pa naposled 9. Za pesem je besedilo napisala sama.
Novembra 2007 je izdala svoj tretji album z naslovom Kapcsolat Koncert, novembra 2008 pa še četrtega z naslovom Iránytű.   
1. ↑  Person Profile // Internet Movie Database — 1990.
2. ↑  Discogs — 2000.